# Vatche Arslanian
Vatche Arslanian (* 1955; † 8. April 2003 in Bagdad) war Mitglied des Kanadischen Roten Kreuzes und als Delegierter des Internationalen Komitees vom Roten Kreuz (IKRK) seit 2001 verantwortlich für den Bereich Logistik der IKRK-Mission im Irak. Kurz nach Beginn des Irak-Krieges wurde er während einer Autofahrt durch Bagdad im Kreuzfeuer der in der Stadt kämpfenden Einheiten getötet.

## Biographische Informationen

### Ausbildung und berufliche Tätigkeit
Vatche Arslanian, dessen Familie armenischer Abstammung war, wurde 1955 in Syrien geboren. Im Alter von 20 Jahren emigrierte er nach Kanada. Bis 1995 war er Angehöriger der kanadischen Armee. Während dieser Zeit wurde er versetzt zur Armeebasis Gagetown in der Nähe der Stadt Oromocto in der Provinz New Brunswick. Er blieb auch nach seinem Ausscheiden aus der Armee in Oromocto ansässig. 1992 wurde er Mitglied des Gemeinderat der Stadt und blieb, zeitweise als stellvertretender Bürgermeister, bis 1998 in dieser Funktion aktiv. Er war Absolvent der Universität Montreal mit einem Abschluss in Politikwissenschaften.

### Arbeit für das Rote Kreuz
Im Jahr 1999 begann Vatche Arslanian seine Tätigkeit für das Kanadische Rote Kreuz. Er half in diesem Jahr bei der Unterbringung und Versorgung von über 1.000 Bürgerkriegsflüchtlingen aus dem Kosovo auf dem Armeestützpunkt Gagetown. Ein Jahr später nahm er erstmals an einem Auslandseinsatz für das IKRK teil, und zwar als Logistiker in der ehemaligen Sowjetrepublik Georgien.
Seit dem 17. Juli 2001 war er als Koordinator verantwortlich für den Bereich Logistik der IKRK-Mission im Irak. Nach Beginn des Irak-Krieges am 20. März 2003 blieb er zusammen mit fünf weiteren IKRK-Delegierten in Bagdad, um die örtlichen Helfer weiter bei ihrer Arbeit zu unterstützen. Am 8. April 2003 war er mit zwei Helfern des Irakischen Roten Halbmondes unterwegs durch Bagdad, als ihr Fahrzeug in das Kreuzfeuer der Kämpfe zwischen der irakischen Armee und den Einheiten der Koalitionstruppen geriet. Vatche Arslanian wurde bei diesem Vorfall getötet, seine beiden Begleiter konnten verletzt entkommen.